# دانکن وتمور
دانکن وتمور (انگلیسی: Duncan Watmore؛ زادهٔ ۸ مارس ۱۹۹۴) بازیکن فوتبال اهل بریتانیا است.
از باشگاه‌هایی که در آن بازی کرده‌است می‌توان به باشگاه فوتبال آلترینچام، باشگاه فوتبال هیبرنین، باشگاه فوتبال کلیترو و باشگاه فوتبال ساندرلند اشاره کرد.
وی همچنین در تیم ملی فوتبال زیر ۲۱ سال انگلستان بازی کرده‌است.